# Kost Teliszewski
Kost Teliszewski (Kostiantyn Teliszewśkyj, ur. 28 sierpnia 1851 we wsi Sławna lub Biłka, zm. 21 kwietnia 1913 w Buczaczu lub ok. 23 kwietnia 1913 w Bóbrce) – ukraiński prawnik, polityk, działacz społeczny. Cesarsko-królewski notariusz. Jeden z działaczy „Nowej Ery”.
Był posłem do Sejmu Krajowego Galicji VI kadencji (16 października 1890 podczas drugiego posiedzenia został wybrany członkiem komisji administracyjnej Sejmu Krajowego Galicji) oraz Rady Państwa VIII kadencji. Pracował jako notariusz w Turce, później – jako notariusz w Buczaczu, gdzie według jednych danych zmarł. Był członkiem spółki wydawniczej dziennika Diło. Pochowany na Cmentarzu Łyczakowskim we Lwowie (p. № 7).

## Literatura
- Stanisław Grodziski: Sejm Krajowy Galicyjski 1861-1914. Warszawa: Wydawnictwo Sejmowe, 1993. ISBN 83-7059-052-7.
- Wykaz Członków i Posłów Sejmu Krajowego Królewstwa Galicyi i Lodomeryi z Wielkim Księstwem Krakowskiem na VI. peryod w roku 1892. Lwów, 1892.
- Encykłopedija ukrajinoznawstwa. T. 8. Lwów, 1993, s. 3164. (ukr.)
- Petro Hucał. Teliszewśkyj Kostiantyn Hnatowycz. W:  Тернопільський енциклопедичний словник. редкол.: Г. Яворський та ін.. T. 4: А—Я. Тернопіль : Видавничо-поліграфічний комбінат «Збруч», 2010, s. 612. ISBN 978-966-528-318-8. (ukr.) (ukr.)
- ІIhor Czornowoł: 199 deputatiw Hałyćkoho sejmu. Lwów: wyd. Triada plus, 2010, s. 185. (ukr.)